# Geraldo Azevedo
Geraldo Azevedo de Amorim (Petrolina, 11 de gener de 1945) és un compositor, cantant i guitarrista brasiler. És conegut per èxits com Dia Branco, Táxi Lunar i Dona da Minha Cabeça i per importants col·laboracions amb Zé Ramalho, Alceu Valença i Elba Ramalho.
Forma part d'una generació d'artistes de la regió nord-est del Brasil, que va haver de traslladar-se a l'eix Rio de Janeiro - São Paulo per provar fortuna en la indústria musical. Es va convertir en un dels artistes cabdals de la música popular brasilera, de forta expressió i contribució per la música regional, unint ritmes com frevo, forró, xote, maracatu i baião en les seves cançons, però també bossa nova o rock, a més de ser un dels pioners en l'ús de sintetitzadors i instruments elèctrics al pais.

## Infantesa a Pernambuco
Geraldo Azevedo va néixer a Petrolina, estat de Pernambuco, en el barri de Jatobá (en aquella època es tractava d'una zona rural dintre del terme municipal, a la vora del riu São Francisco). Va conviure amb la música des dels seus primers anys de vida: la seva mare, Dona Nenzinha, era professora, cantant i promotora d'esdeveniments culturals en l'escola que tenia en el domicili familiar. En aquells esdeveniments, als quatre anys d'edat, Geraldo ja actuava.
Als cinc anys d'edat, va guanyar la seva primera guitarra (feta pel pare, José Amorim, qui era fuster) i inspirat per la família, comença a tocar. Més tard, en l'adolescència, amb l'adveniment de la bossa nova, Geraldo s'encanta per la música de João Gilberto, i dona més importància a l'aprenentatge de la guitarra.
La seva carrera musical s'inicia encara a Petrolina, quan Reinaldo Belo el convida a participar en un programa de rock en la nova emissora local. Així debuta a l'A Voz do São Francisco, amb l'espai Por Falar em Bossa Nova. Anys després, formaria part del grup Sambossa.

## Estada a Recife
Amb l'objectiu de cursar l'ensenyament superior, es trasllada a Recife i es prepara per la prova d'accés a la facultat d'Arquitectura; treballa com a projectista i participa de projectes arquitectònics tradicionals de la capital de Pernambuco. No obstant això, no arriba a concloure els estudis, doncs la música guanya cada vegada més espai en la seva vida. Aviat va conèixer Naná Vasconcelos, Teca Calazans i Paulo Guimarães, amb els que formaria el grup Construção. Toca en les nits de Recife, en universitats i espais culturals. Va ser en la capital pernambucana on va guanyar la seva primera guitarra professional, regal d'un grup d'estudiants.
El 1965, funda el grup Raiz, basat en les arts teatrals, literàries i musicals. Coneix un dels seus més importants socis, el compositor i productor Carlos Fernando, i treballa en la producció musical de les peces d'Emilio Borba Filho, en el Teatre Popular del Nordeste, on musica poemes. Encara amb Raiz, és convidat per presentar una secció en el programa de TV Jornal do Commercio Chegou a Vez. Allà coneix l'Eliana Pittman, cantant i actriu que, en l'època, acompanyava el seu pare, el clarinetista Booker Pittman.
El 1966, compon Aquela Rosa, la seva primera composició completa, en col·laboració amb Carlos Fernando. Aquest tema, interpretat per Teca Calazans, va guanyar el I Festival de Música Popular del Nord-est. El 1967, Azevedo assumiria la direcció musical de la segona edició del Festival. Aquest mateix any, Eliana Pittman proposa al de Petrolina que l'acompanyi en la seva primera gira en solitari, després que el seu pare es jubilés. Geraldo es mostra reticent, però amb la insistència dels amics, acaba acceptant. Es muda a Rio de Janeiro, on integra la banda del show "Eliana em tom maior".

## Primers anys a Rio

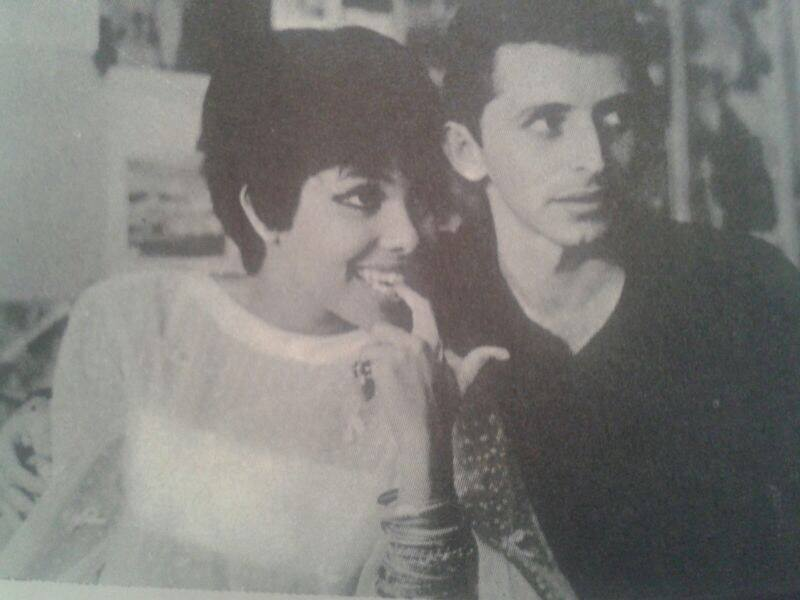
Eliana Pittman i Geraldo Azevedo (1966).

Eliana Pittman va cedir un interludi a Azevedo, que actuava en solitari mentre ella canviava el vestuari durant els concerts. El guitarrista va renovar amb Pittman per una nova temporada, amb el show "É Preciso Cantar".

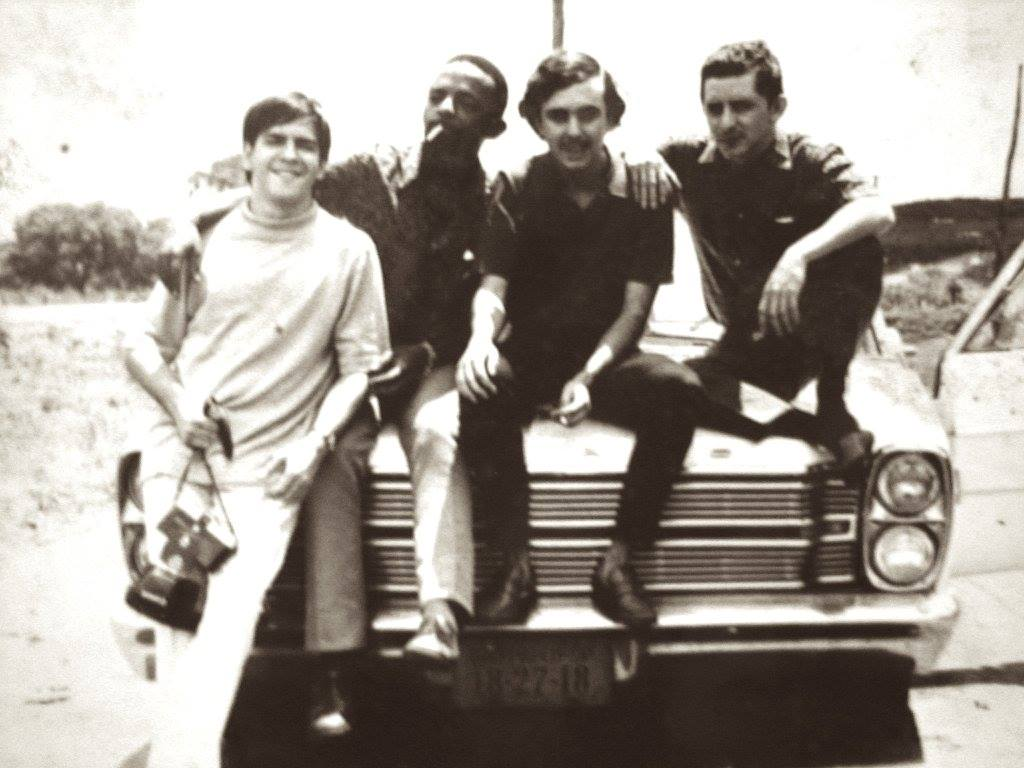
Quarteto Livre: Nelson Ângelo, Naná Vasconcelos, Franklin de la Flauta i Geraldo Azevedo (1969).

Un cop va acabar aquesta segona gira, Geraldo Azevedo es va unir als amics Naná Vasconcelos, Nelson Ângelo i Franklin da Flauta, acabats d'arribar de Recife, i van formar el Quarteto Livre. El grup va acompanyar Geraldo Vandré en els seus espectacles. En l'època, el país vivia la dictadura militar i els músics sofrien constants persecucions. Durant el temps que va viatjar pel Brasil amb Vandré, van iniciar plegats la composició de la Canção da Despedida; però Vandré va haver de fugir del país i va haver d'acabar-la des de l'exili.
El 1969, els militars irrompen a l'apartament on Geraldo vivia amb la seva esposa i una parella d'amics, enduent-se'ls arrestats. L'esposa, Vitória, passa 80 dies en la presó. Geraldo s'hi està 40 dies, on va passar temporades en aïllament i fou durament torturat. En un dels interrogatoris, els soldats posen en dubte la seva professió i el fan tocar una guitarra; la música, llavors, salva Geraldo de les agressions, doncs des d'aquell dia va ser obligat a tocar i cantar fins que van decretar-ne l'excarceració. Després de ser alliberat, Geraldo torna a treballar com a projectista, mentre fa alguns dibuixos en diaris contra el règim militar.

## Anys 70

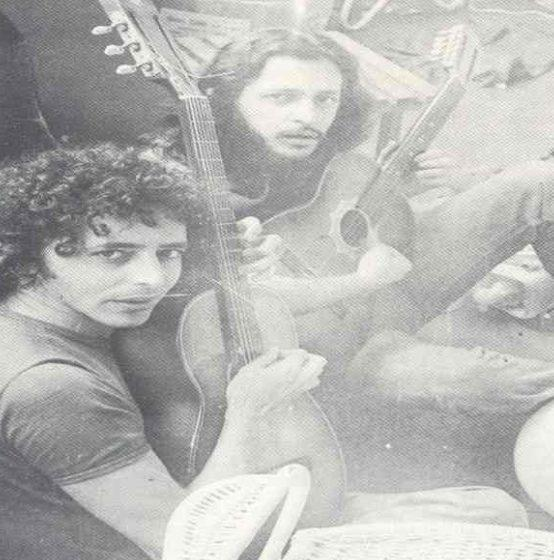
Geraldo Azevedo i Alceu Valença (1972).

Amb l'arribada d'Alceu Valença a Rio de Janeiro, Geraldo retorna mica a mica a la vida musical. El primer dia que es van trobar, a casa d'Azevedo, van compondre la seva primera música junts, Talismã, censurada per la dictadura. Participen junts al IV Festival Universitari d'MPB amb les cançons 78 Rotações i Planetário, i al Festival Internacional de la Cançó amb Papagaio do Futuro, junt amb Jackson do Pandeiro. L'actuació va cridar l'atenció dels productors de la gravadora Copacabana; i els dos reben la invitació per gravar el primer disc de la parella, anomenat Alceu Valença & Geraldo Azevedo (1972), popularment conegut com Quadrafônico, doncs va ser el primer LP gravat en la tecnologia quadrifònica. Amb influència de la psicodèlia, el disc conté els èxits Novena i Talismã.
Tot i l'enregistrament del disc com a duet, els artistes van prosseguir les seves carreres en solitari. Geraldo va compondre Caravana l'any 1974, cançó que formaria part de la banda sonora de la telenovel·la Gabriela cravo e canela, de la TV Globo. Aquell mateix any esdevé director musical de la pel·lícula A Noite do Espantalho, de Sérgio Ricardo. Geraldo va tenir també un petit paper, interpretant Severino; motiu pel qual va haver de deixar-se créixer la barba, que mai més s'ha tret.
Geraldo Azevedo participa de reunions clandestines en el Teatre Gláucio Gil, al costat de molts artistes, i coneix Glauber Rocha, Caetano Veloso, Walter Lima Jr., entre d'altres. Azevedo va ser el responsable de recollir signatures per a un manifest contra la censura. El cantant va ser novament detingut per l'exèrcit, passant 4 dies empresonat.

A continuació treballa en la direcció musical de l'obra de teatre Lampião no Inferno, de Luiz Mendonça, on coneix Elba Ramalho. Amb l'ajuda de Carlos Fernando, compon alguns temes per a telenovel·les de la Globo, com les cançons Malaksuma i Juritis e Borboletas, que entren en la banda sonora de Saramandaia; i O Menino e os Carneiros, que fa part de Sinhazinha Flô.

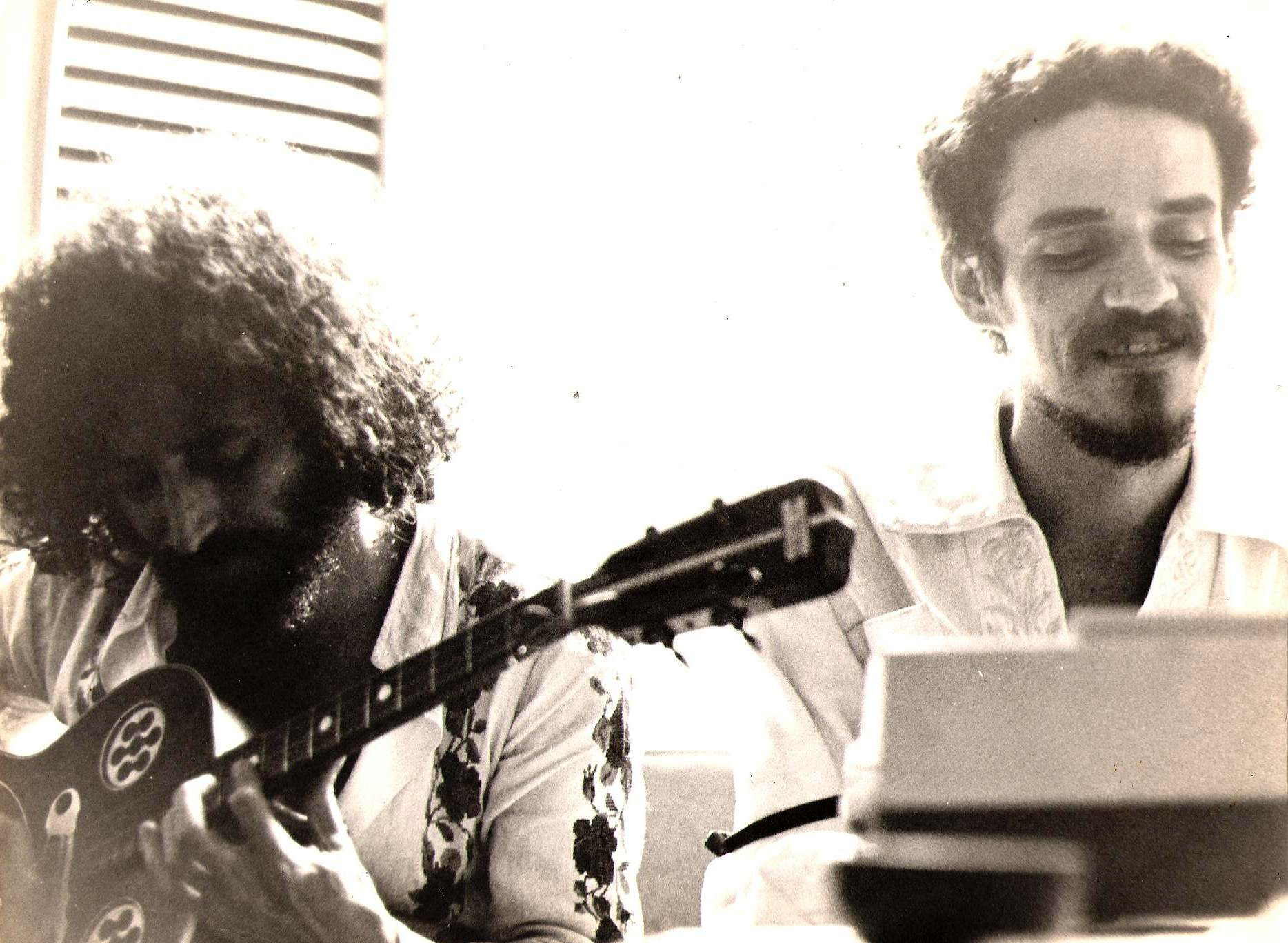
Geraldo i Zé Ramalho (anys 70).

L'any 1975 va participar, com a compositor i guitarrista, en l'àlbum Paêbirú, una icona del rock psicodèlic brasiler i que, amb els anys, es va convertir en un tresor per col·leccionistes. La tirada d'aquest disc de Lula Côrtes i Zé Ramalho va ser de només 1300 còpies, però un miler dels vinils va perdre's durant una inundació. El 1977, llança el seu primer disc sol, Geraldo Azevedo, per la discogràfica Som Livre. Porta els èxits Caravana, Barcarola do São Francisco i Talismã.
El 1979, va ser convidat per la CBS per a gravar un nou àlbum. Bicho de Sete Cabeças és el segon disc en solitari d'Azevedo; on treballen grans noms de la música brasilera: Dori Caymmi, Zé Ramalho, Dominguinhos, Danilo Caymmi, Robertinho de Recife, Amelinha i Elba Ramalho. L'àlbum inclou les cançons Táxi Lunar, Bicho de 7 Cabeças II i Paula e Bebeto. A la cançó Natureza Viva, Geraldo canta juntament amb la seva mare, Dona Nenzinha do Jatobá.

## Anys 80
Geraldo participa, el 1980, del projecte Kalunga. Un grup de 65 persones, liderat per Chico Buarque i Fernando Faro, va viatjar a Angola, país que es trobava enmig d'una Guerra Civil, per fer concerts en tres ciutats: Luanda, Benguela i Lobito. A la comitiva es trobaven Dorival Caymmi, Martinho da Vila, Djavan, Clara Nunes, Dona Ivone Lara, Edu Lobo, João do Vale o João Nogueira.

El 1981, Geraldo llança el seu tercer disc sol, Inclinações Musicais (Ariola). En aquest treball es troben els èxits Dia Branco, Canta Coração, Coqueiros i Moça Bonita. Aquesta darrera va formar part de la BSO de la telenovel·la de TV Globo Terras do Sem Fim. Jackson del Pandeiro, Dori Caymmi i Sivuca participen del disc. El 1982, Geraldo llança For All Para Todos (Ariola), el quart treball en solitari. El títol fa referència a una de les llegendes sobre el naixement del forró, ritme principal del disc. Les cançons més destacades van ser Príncipe Brilhante i Baião da Garoa, versió de l'èxit de Luiz Gonzaga.

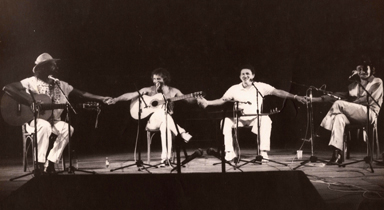
Cantoria (1984)

L'any 1984, s'uneix a Xangai, Elomar i Vital Farias, que surten de gira pel Brasil amb el projecte Cantoria. El projecte llançarà dos LP: Cantoria 1 (1984) i Cantoria 2 (1988), ambdós amb el seglle Kuarup. Aquests van ser els dos primers discos en directes enregistrats digitalment al Brasil. Encara en 1984, Azevedo publica Tempo Tempero (Barclay). La cançó Sabor Colorido és el tema de l'obra de teatre infantil O Mágico de Nóis, de Nonato Freire. L'àlbum va tenir la participació de Nana Caymmi a Nosotros Nosotras.

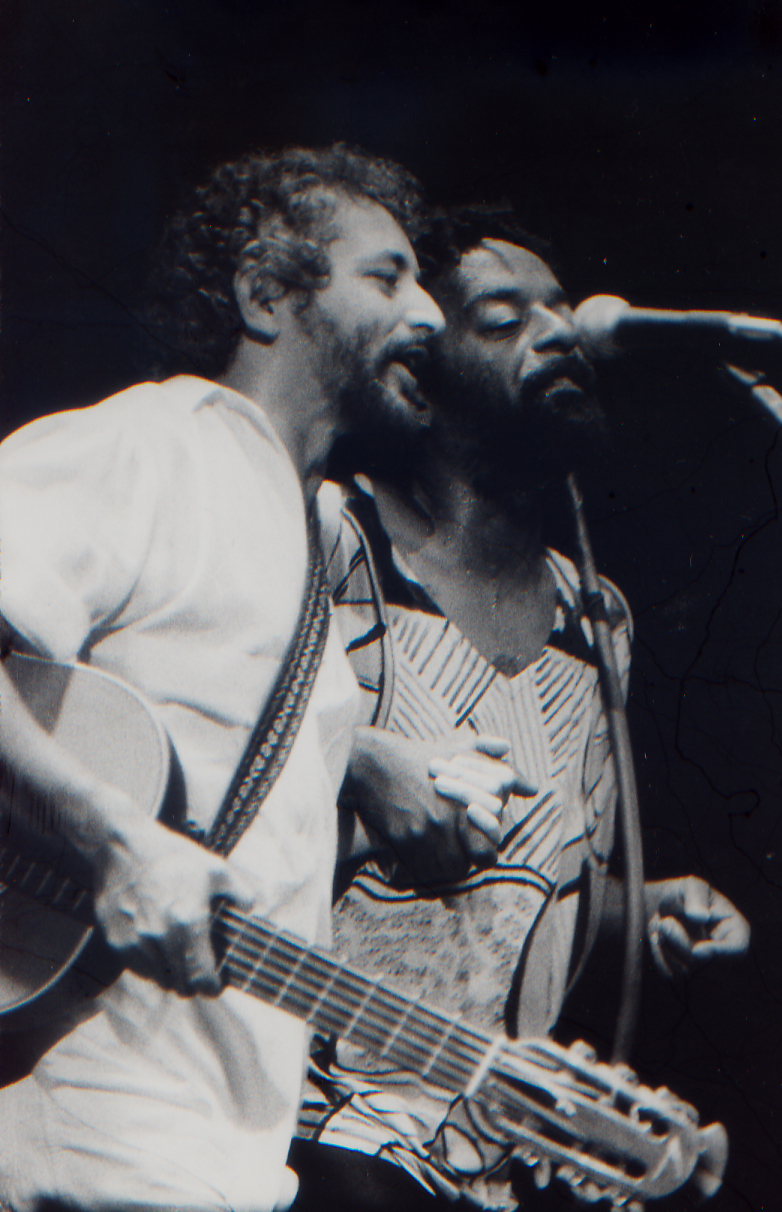
Geraldo i Naná Vasconcelos

El 1985 edita el seu primer disc sol en directe, Geraldo Azevedo. Va ser enregistrat en el Golden Room del Copacabana Palace, amb les aparicions dels amics Zé Ramalho i Elba Ramalho. Per primera vegada, el cantant aconsegueix gravar Canção da Despedida, que havia continuat censurada per la dictadura militar.
Geraldo va fundar la Geração Produtora, la seva editora exclusiva, sent un dels primers artistes en iniciar el procés d'independència de les gravadores. El 1986, llança el seu primer disc independent, anomenat De Outra Maneira. Azevedo va obtenir un disc d'or amb aquest treball, que la crítica va considerar un dels seus millors discs. O Princípio do Prazer, Chorando e Cantando i Dona da Minha Cabeça són els temes principals.
El 1988, llança Eterno Presente, el seu vuitè disc en solitari, on estan presents les memorables cançons Sétimo Céu, Parceiro das Delícias i Tanto Querer. L'any següent, seria el torn de Bossa Tropical (Ariola), l'últim que trauria amb una gran discogràfica, continuant des de llavors com artista independent.

## Anys 90
El 1992, Geraldo Azevedo arriba als deu LPs publicats en solitari, amb Berekekê. És el primer cop que tria un estudi fora del país, gravant a Big Bear Lake, Califòrnia, i compta amb la participació de músics estatunidencs. Menció pels èxits Letras Negras, Como Flor (dedicada al seu pare) i l'homònima Berekekê, que entra en la banda sonora de la pel·lícula Sabor da Paixão.
Geraldo Azevedo ao vivo... Comigo, el seu segon disc sol en directe, és llançat el 1994, gravat en sessions en els teatres Guararapes (Recife), Iemanjá (Salvador) i Rival (Rio de Janeiro). Per aquest treball, Geraldo obté un nou disc d'or. La composició Talismã va aparèixer en la banda sonora d'Irmãos Coragem.

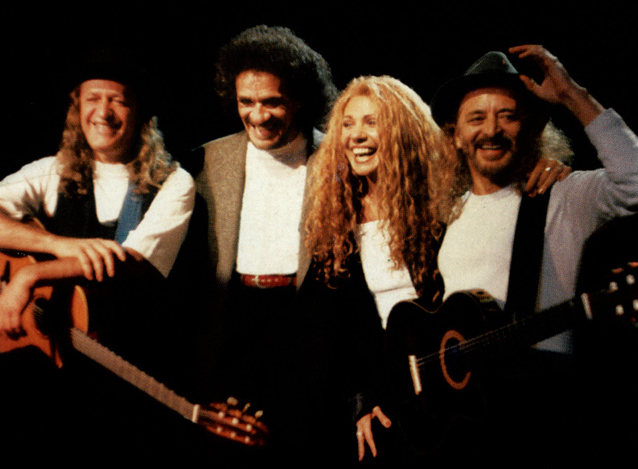
O Grande Encontro (1996).

El 1995, Geraldo Azevedo i Zé Ramalho engeguen el projecte Dueto, i surten de gira plegats per tot el Brasil, cantant les seves majors composicions junts. En el concert que van fer al Canecão (Rio de Janeiro), els amics Alceu Valença i Elba Ramalho van pujar a l'escenari per cantar també. En aquella nit, canten clàssics de les carreres dels quatre i rescaten èxits de Luiz Gonzaga i Geraldo Vandré. També van participar-hi col·legues com Vital Farias, Chico César i Carlos Fernando. El treball va guanya un triple disc de platí. O Grande Encontro 2 es va publicar només un any després, gravat en estudi, però sense la participació d'Alceu.
L'any 1996, Geraldo llança el disc Futuramérica. En aquest treball estan els èxits Você se lembra, Até Quando (amb la col·laboració del seu germà, Germano Azevedo) i À Procura de Alguém, que va aparèixer en una nova telenovel·la, A Indomada.
Geraldo torna als estudis de gravació el 1998, on enregistra l'àlbum doble Raízes e Frutos. una relectura dels seus majors èxits en commemoració dels primers 25 anys de carrera musical. En el primer CD, “Arrels”, hi ha les cançons sobre el camp, Pernambuco i les primeres influències musicals; mentre que a “Fruits” s'hi troben cançons sobre la vivència en la ciutat i les experiències artístiques amb el passar dels anys.

## Anys 2000 ― actualitat
L'any 2000 es llança el DVD O Grande Encontro 3, que havia sigut enregistrat en directe a Rio. Va comptar amb la participació de Lenine, Moraes Moreira i Belchior. També aquell any, el cantant va publicar el seu segon treball enregistrat a Los Angeles: Hoje Amanhã. S'hi poden trobar els temes Onde tu vai, João? i Semente e Fruto.

Després d'una llarga pausa, Azevedo edita O Brasil Existe em Mim, el seu quinzè disc en solitari (2007). Barrejant ritmes com samba i forró, el disc té tres duets, amb Elba Ramalho (São João Barroco), Alceu Valença (Já que o som não acabou) i amb la seva filla Clarice (Ver de Novo). El 2009, llança el seu primer DVD sol, Uma Geral do Azevedo, gravat en directe al Circo Voador (Rio de Janeiro). Produït per la seva filla Gabriela i dirigit per Lara Velho, es tracta d'un recull dels grans èxits de l'artista.

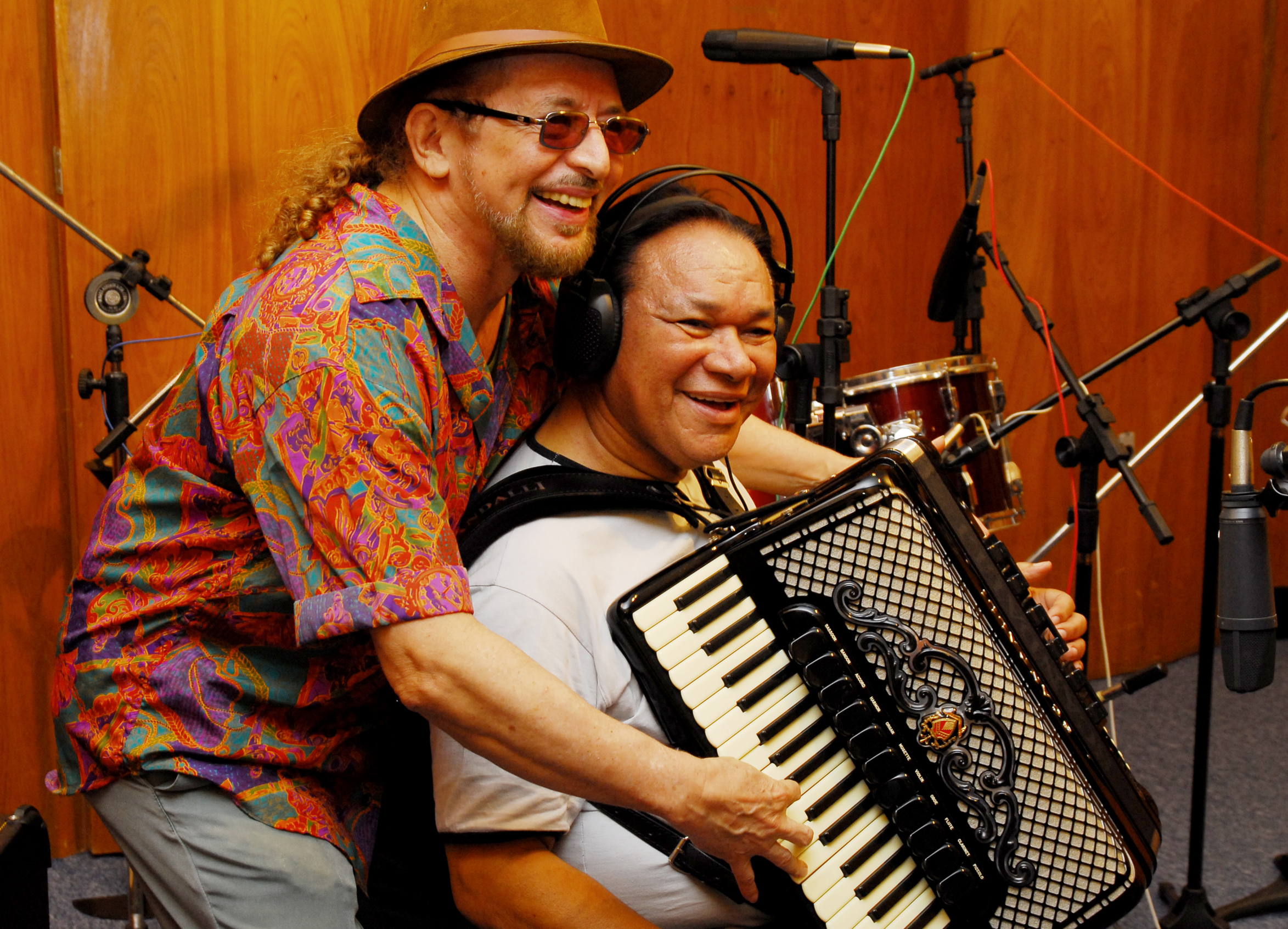
Geraldo i Dominguinhos en l'enregistrament del DVD Salve São Francisco (2011).

Defensor infatigable del medi ambient i, a més, nascut a la riba del riu São Francisco, Geraldo llança l'any 2011 el CD + DVD Salve São Francisco. Aquest va ser un projecte idealitzat per l'artista a favor de la valorització i preservació del riu. Va reunir grans noms de la música brasilera: Alceu Valença, Dominguinhos, Ivete Sangalo, Djavan, Maria Bethânia, Roberto Mendes, Moraes Moreira, Fernanda Takai, Geraldo Amaral, Vavá Cunha i Márcia Porto (tots aquests procedents d'estats banyats per les aigües del "Velho Chico". El DVD porta vídeos del making-of dels enregistraments i imatges del riu. El treball va concórrer en el 12a edició dels Grammy Llatins, en la categoria regional.

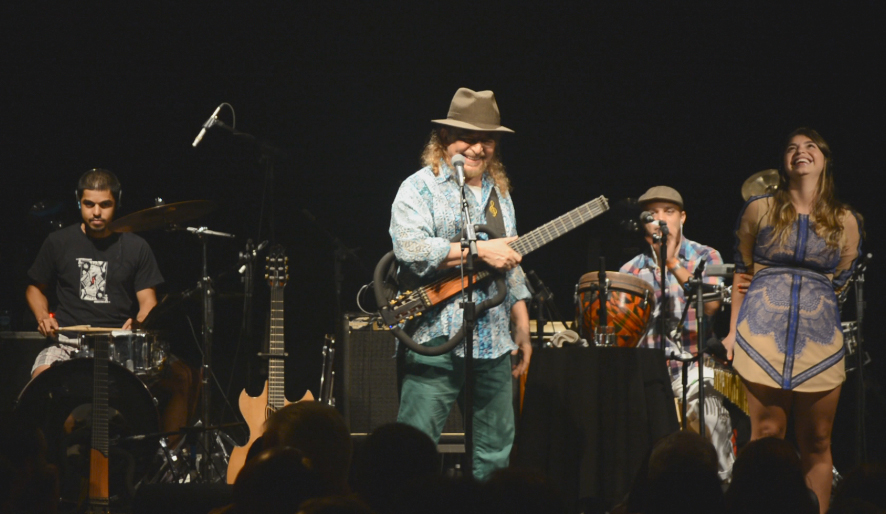
Azevedo amb els fills Tiago, Lucas i Clarice (2013).

El 2013, a més de rodar pel país amb la gira Voz e Violão, estrena l'espectacle Em Família, al Teatre Rival (Rio de Janeiro). El show reuneix a Geraldo amb la seva filla Clarice (veu) i els fills Lucas i Tiago (percussions), a més de la Gabriela en les tasques de producció. El 2014, al costat d'Elba Ramalho, llança el projecte Um Encontro Inesquecível, en el que els dos artistes commemoren 40 anys d'amistat cantant els èxits que van marcar ambdues carreres.
El 2015, Azevedo participa de la reedició del projecte Kalunga, aquesta vegada comandat pels músics Olivia i Francis Hime; 36 artistes van viatjar a l'Angola, entre ells Yamandu Costa, Miúcha, Elba Ramalho, Martinho da Vila, Mart'nália, Nei Lopes i Mariene de Castro. Aquell any va estrenar l'espectacle Noites de Frevo, de nou al Circo Voador, duent el frevo a terres carioques. Un any més tard el reestrenaria. L'agost de 2016, al costat de Xangai, Elomar i Vital Farias, rescata el projecte “Cantoria”, amb els que estaria fent concerts fins finals de 2018.
L'any 2019, el cantant va treure dos nous treballs. D'una banda, un nou disc en concert, Solo Contigo, que va enregistrar al Centre Cultural João Nogueira de Rio de Janeiro. A més, va editar un EP, É o Frevo, É Brasil, amb cinc cançons inèdites dedicades al Carnaval.

## Posicions polítiques
Geraldo Azevedo s'ha mostrat sempre favorable a les polítiques d'esquerra i ha alçat la veu contra els polítics de dreta i els seus partidaris. Això li va dur a trencar el compromís amb els integrants de Cantoria, alguns dels quals s'havien manifestat contra l'expresident Lula da Silva; i a refredar la relació personal amb Elba Ramalho, adepta bolsonarista.
El cantant es va veure involucrat en una polèmica quan va dir que un dels militars que l'havia torturat quan va ser empresonat pel règim, de cognom Mourão, era el propi candidat a la vicepresidència Hamilton Mourão (en aquell moment, general en la reserva).
Azevedo s'ha mostrat favorable a la legalització del consum recreatiu de marihuana.

## Homenatges
L'any 2002 va rebre el títol honorífic de Ciutadà de l'Estat de Rio de Janeiro, concedit per l'Assemblea Legislativa de l'estat. En 2016, rep el títol de Doctor Honoris Causa per la Universitat Vale do São Francisco (UNIVASF), Universitat de l'Estat de Bahia (UNEB) i Facultat de Ciències Aplicades i Socials de Petrolina (FACAPE), per la seva contribució a la cultura i a l'art brasiler. La cerimònia va tenir lloc en la seva ciutat natal, Petrolina.
La seva ciutat natal va batejar diversos carrers amb els títols de les composicions de l'artista (Dia Branco, Moça Bonita, Táxi Lunar...) i una avinguda amb el nom de Geraldo Azevedo.

## Discografia

### Àlbums d'estudi

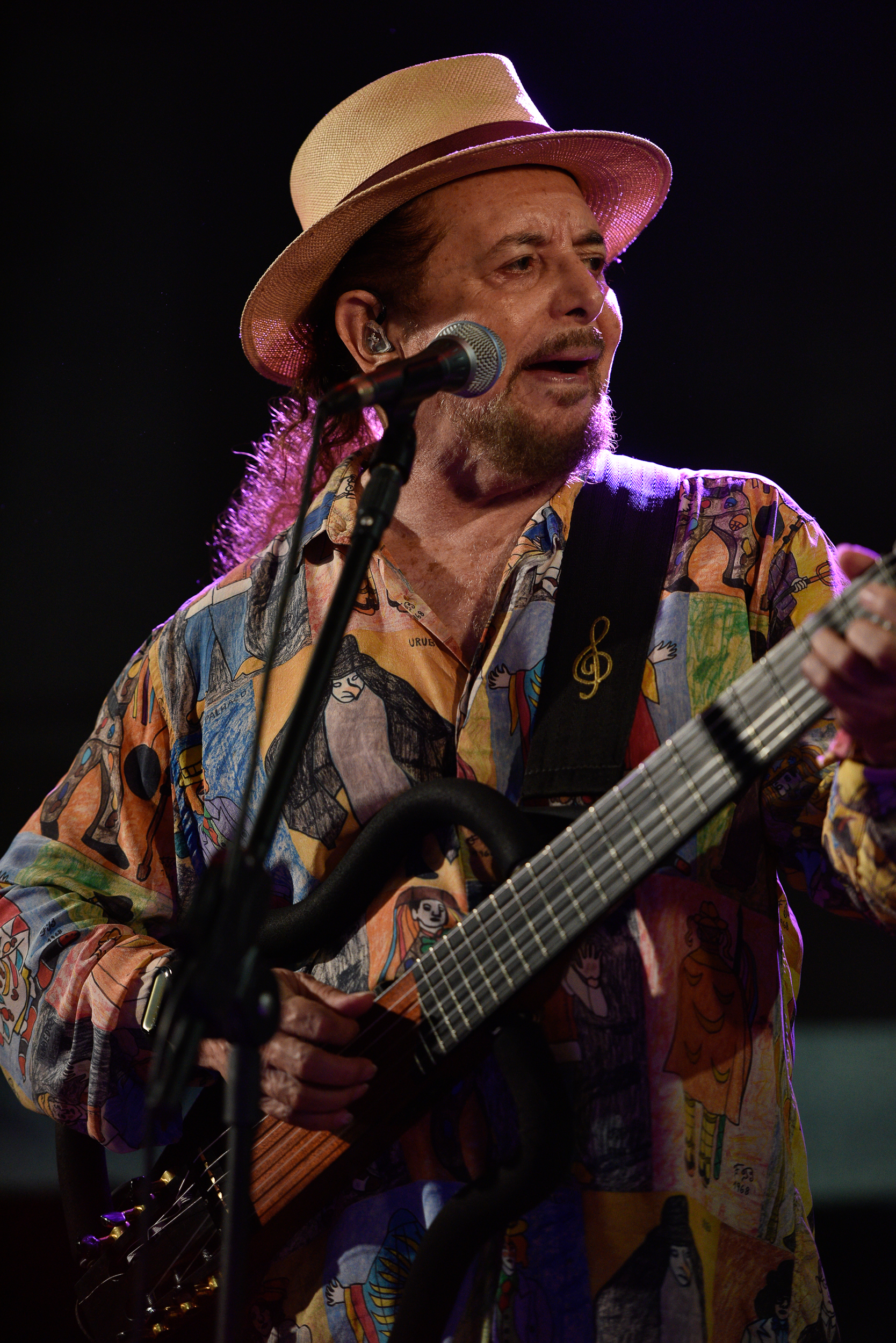
Geraldo Azevedo en concert (2022).

- Quadrafônico (1972) ― Copacabana ― LP/CD (amb Alceu Valença)
- Geraldo Azevedo (1977) Som Livre ― LP/CD
- Bicho de 7 Cabeças (1979) Epic/CBS ― LP/CD
- Inclinações Musicais (1981) Ariola ― LP/CD
- For All Para Todos (1982) Ariola ― LP/CD
- Tempo Tempero (1983) Barclay/Ariola ― LP/CD
- De Outra Maneira (1986) Echo/RCA ― LP/CD
- Eterno Presente (1988) RCA ― LP
- Bossa Tropical (1989) RCA ― LP/CD
- Berekekê (1991) Geração ― LP/CD
- Futuramérica (1996) BMG ― LP/CD
- Raízes e Frutos (1998) BMG ― CD
- Hoje Amanhã (2000) BMG ― CD
- O Brasil Existe em Mim (2007) Sony&BMG ― CD
- Salve São Francisco (2011) Biscoito Fino/Geração/Bacana/Terra Brasilis ― CD e DVD
- Assunção de Maria e Geraldo Azevedo (2011) Biscoito Fino/Geração/Nossa Música ― CD
- É O Frevo, É Brasil (2019) ONErpm ― EP Digital

### Àlbums en directe
- Cantoria I (1984) Kuarup ― LP/CD
- A Luz do Solo (1985) Barclay/Polygram ― LP/CD
- Cantoria II (1988) Kuarup ― LP/CD
- Ao Vivo Comigo (1994) Geração/BMG/Ariola ― LP/CD
- O Grande Encontro (1996) BMG ― CD (amb Alceu Valença, Elba Ramalho e Zé Ramalho)
- O Grande Encontro 2 (1997) BMG ― CD (amb Elba Ramalho e Zé Ramalho)
- O Grande Encontro 3 (2000) BMG ― CD (amb Elba Ramalho e Zé Ramalho)
- Uma Geral do Azevedo (2009) Geração ― CD/DVD
- Solo Contigo (2019) Deck ― CD